# Антидинатронная сетка
Антидинатронная сетка — это сетка (электрод) в электронных лампах, предназначенная для подавления динатронного эффекта.
Эта сетка устанавливается между анодом и экранирующей сеткой лампы, делается очень редкой (чтобы не тормозить основной поток электронов) и на неё подается нулевой или небольшой отрицательный заряд.
Кинетическая энергия вторичных электронов мала и они отталкиваются обратно к аноду отрицательным полем данной сетки.

## Дополнительно
Следует отметить, что для борьбы с динатронным эффектом существует и другой способ.
В тетроде устанавливаются специальные лучеобразующие пластины, чтобы собрать основной поток электронов в луч. Эти пластины имеют нулевой или отрицательный заряд, за счет чего электроны отталкиваются от пластин к центру. Электроны вторичной эмиссии отталкиваются обратно к аноду отрицательным полем мощного встречного потока первичных электронов.